# Callichore
Callichore ou Callichoré, internationalement Kallichore, est un satellite naturel de Jupiter.

## Caractéristiques physiques
Callichore est un petit satellite. Selon l'équipe qui l'a découvert, il mesurerait 2 km de diamètre.
Ses autres caractéristiques ne sont pas connues. En supposant qu'il possède une masse volumique similaire à d'autres astéroïdes de Jupiter, sa masse serait d'environ 1,1 × 1013 kg.

## Orbite
Callichore appartient au groupe de Carmé, un groupe de satellites qui orbitent de façon rétrograde autour de Jupiter sur des demi-grands axes compris entre 22 900 000 et 24 100 000 km, des inclinaisons de 164,9 à 165,5° par rapport à l'équateur de Jupiter et des excentricités entre 0,23 et 0,27.

Diagramme illustrant l'orbite des satellites irréguliers de Jupiter. Le groupe de Carmé est visible sur le centre-gauche.
Diagramme illustrant l'inclinaison des membres du groupe de Carmé en fonction du demi-grand axe.

## Historique

### Découverte
Callichore fut découvert en 2003 par une équipe conduite par S. Sheppard. Sa découverte fut annoncée le 7 mars 2003 en même temps que trois autres satellites de Jupiter.

### Dénomination
Callichore est nommé d'après une nymphe de la mythologie grecque, fille de Zeus.
Il reçut son nom définitif le 30 mars 2005, en même temps que neuf autres satellites de Jupiter. Avant cela, sa désignation provisoire était S/2003 J 11, indiquant qu'il fut le 11e satellite de Jupiter imagé pour la première fois en 2003.